# Замах на Рейгана

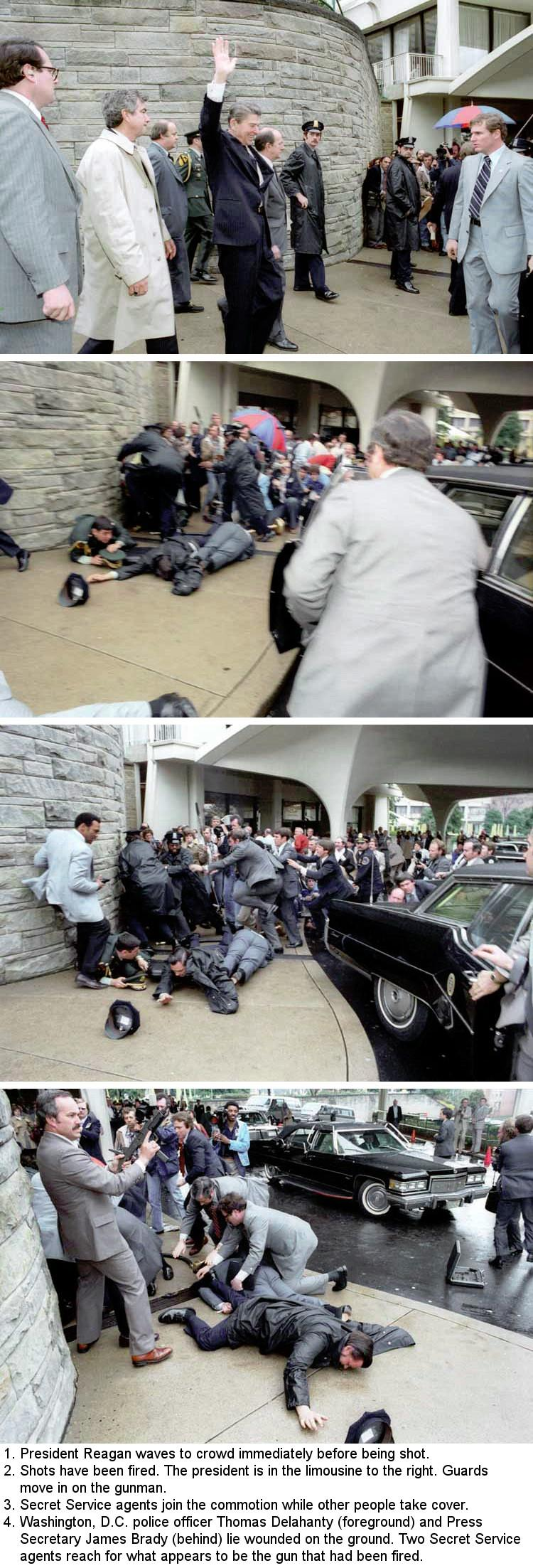
Кадри замаху

Замах на життя президента США Рональда Рейгана стався 30 березня 1981 року, всього через два місяці після його вступу на посаду. Президент і троє людей з тих, хто його супроводжував, були поранені при виході з готелю Хілтон в Вашингтоні, де Рейган виступав з промовою перед делегатами федерації профспілок. Стріляв Джон Хінклі (молодший), який раніше переслідував президента Джиммі Картера і лікувався від психічного розладу.

## Мотивація
Причиною, що спонукала Хінклі на замах, була його одержимість актрисою Джоді Фостер. Ще проживаючи наприкінці 70-х років у Голлівуді, Хінклі подивився фільм «Таксист» не менш 15 разів і, мабуть, ототожнював себе з головним героєм фільму Тревісом Біклом (у виконанні Роберта Де Ніро). Фільм включає в себе розповідь про турботу Тревіса про 12-річну повію (у виконанні Джоді Фостер) і закінчується кривавою сценою, в якій він вбиває її сутенерів і клієнта.
Кілька наступних років Хінклі переслідував Фостер по всій країні й дійшов навіть до того, що, дізнавшись з журналу, що вона навчається в Єльському університеті, вступив туди ж на курс письменницької майстерності. Наприкінці 1980 Хінклі написав Фостер безліч листів, а також двічі говорив з нею по телефону. Отримавши чемну, але однозначну відмову, він, тим не менш, не став відмовлятися від своїх намірів. Хінклі був упевнений, що прославившись на всю країну, він може домогтися рівного соціального статусу з Фостер. Подібно героєві фільму Тревісу Біклу, Хінклі почав переслідувати президента Джиммі Картера з метою його вбивства. У березні 1981 Хінклі написав Фостер ще кілька записок. Їх тон помітно відрізнявся від попередніх і спонукав її передати їх декану. Декан, в свою чергу, передав записки в поліцію, однак місцезнаходження Хінклі встановити не вдалося.

## Напад

### Виступ Рейгана
У неділю 29 березня 1981 Хінклі прибув до Вашингтона на автобусі «Грейгаунд лайнз» і зняв номер у готелі Park Central Hotel. Наступного ранку він поснідав у Макдоналдсі, виявив у газеті Washington Post розклад робочого дня Рейгана і вирішив, що настав час діяти. За дві години до замаху, знаючи, що він може бути застрелений, Хінклі написав (але не відправив) Фостер записку, в якій повідомляв, що сподівається справити на неї враження розмахом свого вчинку.
30 березня президент Рейган виступав з промовою перед представниками федерації профспілок (AFL-CIO) в готелі Хілтон у Вашингтоні. Він увійшов у будівлю близько 13:45 і привітав натовп, в якому перебували преса, прем'єр-міністр Канади П'єр Трюдо, кілька іноземних високопоставлених осіб та Джон Хінклі.

### Замах
Близько 14:30, коли Рейган виходив з будівлі готелю, маючи намір сісти в президентський автомобіль, Хінклі виступив з натовпу і протягом трьох секунд випустив шість куль калібру 5,6 мм з револьвера Röhm RG-14.
Перша куля влучила в голову прессекретаря Білого дому Джеймса Брейді. Друга — в спину поліцейського округу Колумбія Томаса Делаханті. Третя пролетіла повз президента й потрапила у вікно будинку навпроти. Четверта куля поранила агента Секретної служби Тімоті Маккарті в груди. П'ята влучила в бронескло відкритих дверей президентського лімузина. Остання куля зрикошетила від корпусу лімузина, увійшла в груди Рейгана, зачепила ребро й застрягла в легенях. Відразу ж після пострілів на злочинця навалилися спецагенти, які опинилися поруч, і притиснули його до стіни, а поруч встали на випадок групового нападу інші агенти, частина з яких була озброєна револьверами, а Роберт Ванко — пістолетом-кулеметом Uzi, і тримали доти, доки не прибула поліція і швидка допомога. Постріли викликали паніку й потік журналістів до місця події.
Усе, що відбулося, включаючи затримання Хінклі, було знято трьома телеоператорами. Відразу після затримання Хінклі поцікавився, чи буде церемонія вручення «Оскарів», перенесена з причини замаху. Церемонія дійсно була перенесена на наступний день.
Через кілька миттєвостей після початку стрілянини агент Секретної служби Джеррі Перрі заштовхнув Рейгана в лімузин і закрив собою. Факт поранення президента був помічений не відразу. Коли Перрі оглядав Рейгана на предмет кульових поранень, останній став кашляти кров'ю. Перрі наказав водієві направлятися до лікарні при Університеті Джорджа Вашингтона. Після прибуття в лікарню Рейган витер кров з обличчя, вийшов з лімузина і без сторонньої допомоги добрався до відділення екстреної медичної допомоги, де поскаржився на затруднене дихання і впав. Операція з вилучення кулі була проведена негайно. Коли Рейгана готували до операції з вилучення кулі, він жартівливо зауважив одному з лікарів, що оглядали його: «Сподіваюся, ви республіканець», на що той відповів: «Сьогодні, пане президенте, ми всі республіканці». Незважаючи на 70-річний вік, Рейган швидко пішов на одужання й незабаром уже міг виконувати президентські обов'язки.

## Наслідки
Двоє постраждалих поліцейських (Делаханті та Маккарті) повністю відновилися після поранень. Серйозної черепно-мозкової травми зазнав прессекретар президента Джеймс Брейді, який став інвалідом, але номінально залишався при своїй посаді до кінця президентського терміну Рейгана. Пізніше Брейді і його дружина Сара стали відомими політичними активістами в галузі контролю над правами володіння вогнепальною зброєю.
У результаті замаху були скасовані плани Рейгана на найближчий місяць. У числі іншого, він не зміг бути присутнім в центрі управління польотами в Х'юстоні під час першого запуску Шаттлу.
Хінклі був визнаний неосудним і відправлений на примусове психіатричне лікування у госпіталь Св. Єлизавети у Вашингтоні. Після суду Хінклі назвав подію «найбільшим вираженням любові у світовій історії» і не висловлював жалю про скоєне. Джоді Фостер так і не відповіла йому взаємністю.
У 1991 році на телеекрани вийшов фільм «Без попередження: історія Джеймса Брейді», присвячений долі Брейді, чию роль виконав Бо Бріджес. У 2001 році був знятий другий художній телефільм, «День, коли стріляли в Рейгана». Він також висвітлює скандальну ситуацію відразу після замаху, коли держсекретар Александр Гейг фактично оголосив себе виконуючим обов'язки президента, хоча це прерогатива віцепрезидента. У цьому фільмі Хейга зіграв Річард Дрейфус, а Рейгана — Річард Кренна.

## Відео
- Відео замаху на Рейгана (камера 1) на YouTube
- Відео замаху на Рейгана (камера 2) на YouTube